# Lumbrineris moorei
Lumbrineris moorei är en ringmaskart som beskrevs av Hartman 1942. Lumbrineris moorei ingår i släktet Lumbrineris och familjen Lumbrineridae. Inga underarter finns listade i Catalogue of Life.